# Biwa hōshi

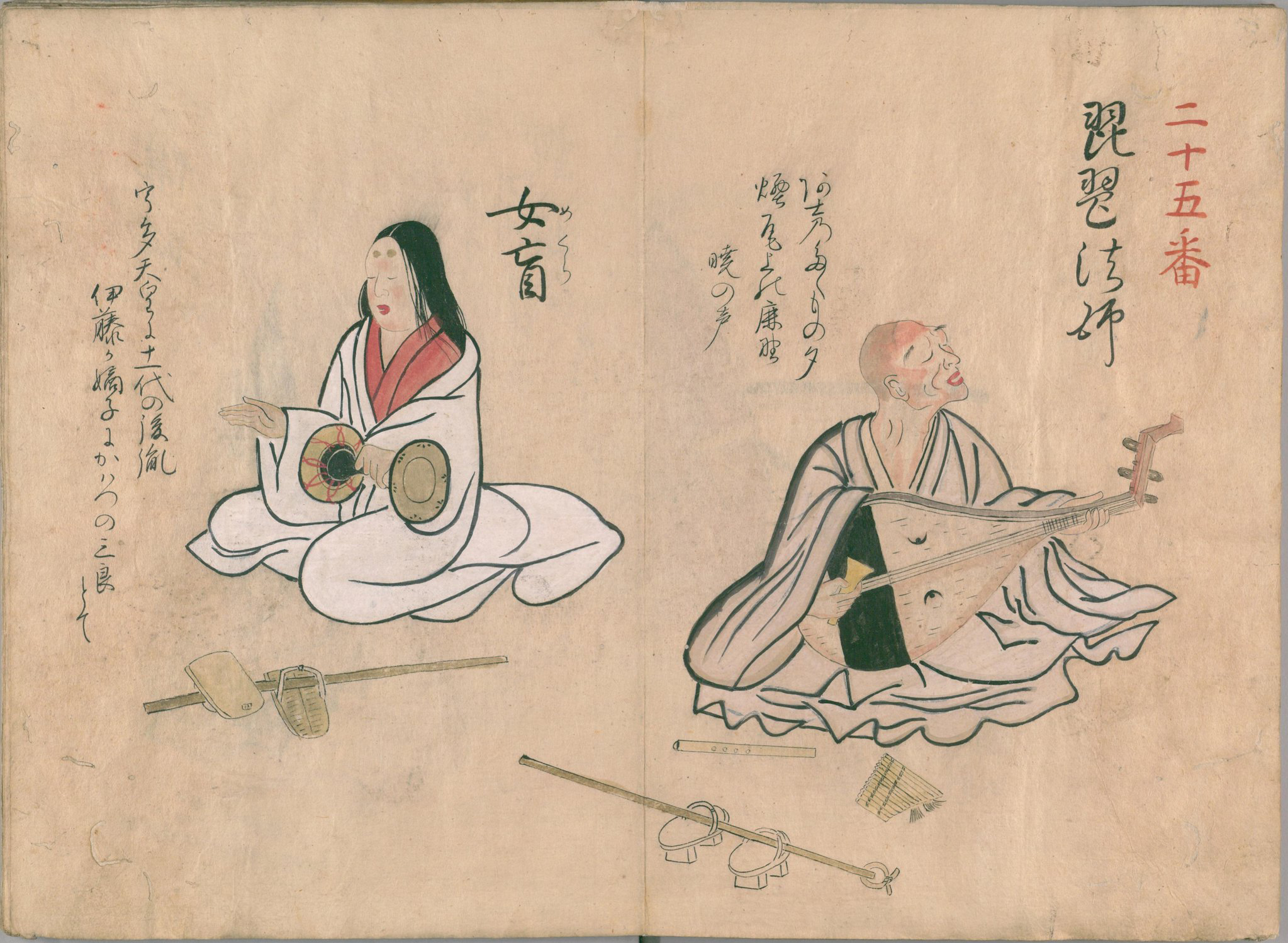
Biwa hōshi

Los biwa hōshi (琵琶法師) eran monjes ciegos quienes según las historias viajaban a través de Japón durante el período Kamakura (1192-1333), recitando en sus viajes el Cantar de Heike (Heike Monogatari en japonés). Su historia es comparable a la de los juglares (artistas ambulantes quienes tocaban el laúd) en la Europa medieval.

## Historia
La historia de los biwa hōshi comenzó a principios del siglo décimo. Los monjes ciegos fueron respetablemente populares durante un periodo extendido, pero atinaron su popularidad más alta en el período Kamakura. Etimológicamente la palabra se constituyó de biwa, laúd, un instrumento parecido a la mandolina, y hōshi, lo que quiere decir monje budista en japonés.

### Periodo Heian (794-1185)
Los biwa hōshi fueron reconocidos a mediados del período Heian, describiéndolos por primera vez como monjes ciegos quienes viajaban para tocar el laúd, y de esta manera expandir sus historias dentro del país. Esta descripción se encontró en apuntes de asesores de monarcas japoneses y en antologías del siglo décimo. Al principio, su instrumento fue el mōsō biwa, un laúd de origen Persa, lo que explica el hecho de que estos monjes antes fueron llamados mōsō biwa. El sucesor del mōsō fue un tipo de laúd más grande llamado gaku biwa, de origen chino y que fue posteriormente introducido en Japón.

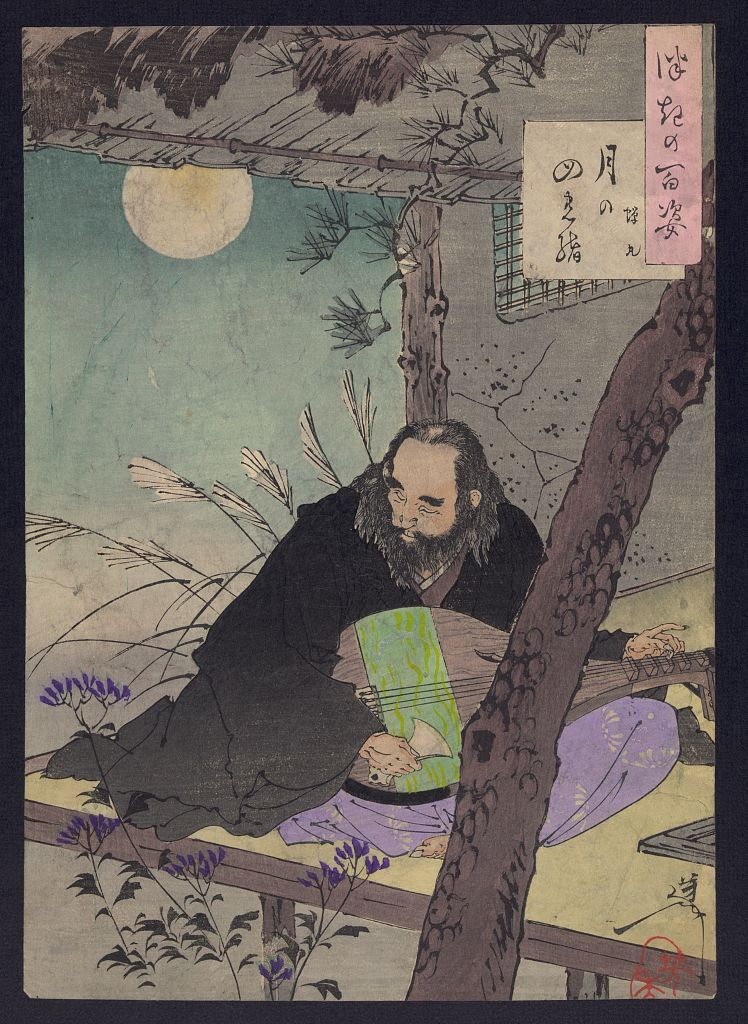
El príncipe Semimaru afinando su laúd debajo de la luna llena en el Monte Ausaka

A finales del siglo X, un asesor llamado Taira no Kanemori escribió un poema, parte de una obra del período Heian, que se trata sobre un biwa hōshi quien el escritor había escuchado tocar su laúd. Según De Ferranti (2000), un especialista sobre los laúdes de Japón, parece que el escritor no fue interesado por el músico, si no por el sonido único del instrumento que permitía expresar sentimientos como el de la soledad, lo que refleja la soledad de los monjes viajeros.
En la antología imperial Kokinshū, que data del año 905, fueron escritos tres poemas sobre una persona llamada Semimaru. Se supone que fue un hijo ciego del emperador y quien fue además exiliado por esa razón. No fue si no hasta el siglo XII que escribieron su historia en la obra Konjaku Monogatari-shū. Según el cuento un asistente del emperador tenía el hábito de ir a escuchar la música de Semimaru afuera de la cabaña en donde vivía. Cuando algún día se aprendieron a conocer, Semimaru enseñó al asistente viejas canciones para el biwa que según la historia ya nadie más las conocía. El fin de la historia describe Semimaru como el primero de los músicos ciegos que tocaba el biwa. Aunque no se puede comprobar este acontecimiento, es de una gran importancia para la historia de los biwa hōshi.
El cuento de Semimaru también se hizo popular como pieza de Nō, y hoy en día todavía se hacen piezas sobre él. Por motivos políticos contra el emperador, había oposición contra el papel de Semimaru, porque era el hijo del emperador, en las piezas Nō del siglo XX. Por esa razón, la escuela Kanze decidió representar Semimaru simplemente como un biwa hōshi que se hizo famoso.

### Periodo Kamakura (1185-1333)
El periodo Kamakura significa para los biwa hōshi el aumento de su popularidad y respetabilidad, en particular por su recitación del Cantar de Heike. El drama Nō y el Kyōgen se hicieron populares al fin de este periodo y al mismo tiempo, los biwa hōshi se convirtieron en sujeto de burla de las mismas formas de drama Japonés.
Como consecuencia del enfoque de la literatura del periodo Heian en los monjes que tocaban el laúd, la literatura Kamakura se distinguía por su interés en personas que vagaban. Mientras que el laúd perdía popularidad en los círculos aristocráticos, los biwa hōshi en cambio, conocieron su gran periodo de florecimiento en esa época.

## Agrupación
Como los artesanos de la época, los biwa hōshi establecieron sus propios gremios. Los gremios se distinguían por status y rango. Además de estas distinciones, había diferencias entre los textos que recitaban (en algunos casos el contenido de un mismo texto fue cambiado por otro gremio), y por otra parte había diferencias entre los derechos de cada gremio, así que ciertas agrupaciones no tenían permiso para recitar ciertos textos, sea o no frente al emperador.
La agrupación más importante consiguió su estatus gracias al Cantar de Heike. Después de haberse hecho populares entre el público, estos Heike biwa hōshi recibieron ayuda financiera del shōgun Ashikaga y fueron invitados al palacio imperial para entretener al emperador. Esta agrupación bajo el mando del monje ciego Akashi Kakuichi, llegó a ser el primer gremio oficial llamado Ichikata Za. Este nombre fue posteriormente cambiado por Tōdō Za quedando como el único gremio que tenía el derecho de recitar el Cantar de Heike. Más tarde, la mayoría de los artistas ambulantes ciegos se unieron a este gremio, que posteriormente desapareció a principios del periodo Meiji.